# Kurt Schuschnigg
Kurt Alois Josef Johann Schuschnigg, född 14 december 1897 i Riva del Garda i Österrike-Ungern (idag i Trentino-Alto Adige i Italien), död 18 november 1977 i Mutters i Tyrolen, var en österrikisk austrofascistisk politiker och förbundskansler från 1934 till 1938.
Han störtades genom Tysklands invasion 1938 och tillbringade större delen av efterkrigstiden som akademiker i Missouri i USA. Han bar titeln Edler von Schuschnigg mellan 1898 och 1919.

## Biografi
Kurt Schuschnigg var av kärnten-slovensk härstamning. Hans familj hade sina rötter i Radsberg (slovenska: Radiše) vid Klagenfurt (slovenska: Celovec). På slovenska stavas namnet Schuschnigg som "Šušnik".
Schuschnigg innehade olika ministerposter i början av 1930-talet. I juli 1934 utnämndes han till Engelbert Dollfuss efterträdare som förbundskansler. Schuschnigg försökte bevara Österrikes oberoende gentemot Nazityskland genom att söka stöd hos Mussolini och i det längsta bekämpa den inhemska Anschluss-rörelsen och Nazitysklands annektering av Österrike. 11 mars 1938 tvingades han att lämna över makten till Arthur Seyss-Inquart, sedan närmandet mellan Italien och Tyskland gjort Schuschniggs situation ohållbar. Följande dag tågade tyska trupper in i Wien. 
Schuschnigg satt i koncentrationslägren Dachau, Flossenbürg och Sachsenhausen åren 1941–1945. Han avgav år 1945 skriftligt vittnesmål vid Nürnbergprocessen. Schuschnigg flyttade sedan till USA där han blev professor i statsvetenskap vid Saint Louis University. Han blev amerikansk medborgare, men återvände till Österrike år 1968.